# Дор-Мерунт (комуна)
Дор-Мерунт (рум. Dor Mărunt) — комуна у повіті Келераш в Румунії. До складу комуни входять такі села (дані про населення за 2002 рік):
- Дилга-Гаре (1292 особи)
- Дилга (923 особи)
- Дор-Мерунт (3686 осіб) — адміністративний центр комуни
- Инфрециря (440 осіб)
- Огору (400 осіб)
- Пеліну (163 особи)

Комуна розташована на відстані 66 км на схід від Бухареста, 41 км на північний захід від Келераші, 138 км на захід від Констанци, 139 км на південний захід від Галаца.

## Населення
За даними перепису населення 2002 року у комуні проживали 6904 особи.
Національний склад населення комуни:
| Національність | Кількість осіб | Відсоток |
| -------------- | -------------- | -------- |
| румуни         | 6393           | 92,6%    |
| цигани         | 500            | 7,2%     |
| угорці         | 5              | 0,1%     |
| українці       | 3              | < 0,1%   |
| німці          | 2              | < 0,1%   |
| болгари        | 1              | < 0,1%   |

Рідною мовою назвали:
| Мова       | Кількість осіб | Відсоток |
| ---------- | -------------- | -------- |
| румунська  | 6829           | 98,9%    |
| циганська  | 68             | 1,0%     |
| угорська   | 3              | < 0,1%   |
| українська | 3              | < 0,1%   |
| німецька   | 1              | < 0,1%   |

Склад населення комуни за віросповіданням:
| Релігія       | Кількість осіб | Відсоток |
| ------------- | -------------- | -------- |
| православні   | 6699           | 97,0%    |
| адвентисти    | 105            | 1,5%     |
| п'ятдесятники | 71             | 1,0%     |
| баптисти      | 10             | 0,1%     |
| бретрени      | 7              | 0,1%     |
| реформати     | 3              | < 0,1%   |
| римо-католики | 2              | < 0,1%   |
| не релігійні  | 1              | < 0,1%   |